# Bandeira de Milagres (Ceará)
A Bandeira de Milagres é um dos símbolos oficiais do município de Milagres, estado do Ceará, Brasil.

## Descrição
Seu desenho consiste em um retângulo na cor azul-celeste dividido em quatro parte por uma cruz branca, sendo essa significando a fé dos municípis. Ao centro, há um escudo ibérico vermelho, que representa a luta do povo pelo progresso do município. Dentro do escudo há o desenho do mapa do município em amarelo. O mapa é entrecruzado por uma seta azulada na diagonal, que representa o enredo miraculoso, e por último, existem duas estrelas vermelhas, fincadas dentro do mapa do município, que representam, da esquerda para direita, a sede municipal e o distrito de Rosário. A bandeira foi criada em 1971, a mando do então prefeito Edmilson Coelho Pereira.